# Бял носорог
Белият носорог (Ceratotherium simum) е тревопасно животно от семейство Носорози.

## Подвидове
- Ceratotherium simum simium – южен бял носорог
- Ceratotherium simum cottoni – судански бял носорог

## Общи сведения
Развива скорост до 50 km/h. Муцуната е издадена напред. Върху нея са разположени два рога. Висок е 180 cm до холката. Тежи почти 4 t.

## Ареал, биотоп и численост
Живее в Източна и Южна Африка, обитава гористи и тревисти местности. Денем носорозите пръхтят, реват и ръмжат. Женските, обаче общуват чрез малките си с „мяукане“.

## Начин на живот и хранене
През повечето време кротко пасат трева със своите малки. Малкото е беззащитно и затова има нужда от майка си. Когато е на около година, започва да расте рогът на носа му.

## Размножаване и жизнен цикъл
Ражда 1 малко, което остава с майка си между 2 и 4 години. Живее 50 – 60 години.

## Допълнителни сведения
Въпреки че е сив на цвят, науката го нарича бял носорог. Смята се, че това бял, уайт (white), е всъщност холандското вийд, което е широк. Има широка уста, с която пасе трева, за разлика от клюноподобната устна на черния носорог, който се храни с клонки.